# Росс Маккрорі
Росс Маккрорі (англ. Ross McCrorie, нар. 18 березня 1998, Дейллі) — шотландський футболіст, півзахисник англійського «Бристоль Сіті». Грав за молодіжну збірну Шотландії.

## Клубна кар'єра
Народився 18 березня 1998 року. Вихованець футбольної школи клубу «Рейнджерс».
У дорослому футболі дебютував 2016 року виступами на умовах оренди за «Ейр Юнайтед» на рівні третього шотландського дивізіону. Згодом протягом частини 2017 року також на правах оренди грав у другому дивізіоні Шотландії за «Дамбартон».
Того ж 2017 року дебютував в офіційних іграх за головну команду «Рейнджерс». Відіграв за команду з Глазго наступні два сезони своєї ігрової кар'єри як основний гравець, після чого провів сезон 2019/20 в англійському «Портсмуті» з третього дивізіону.
2020 року уклав контракт з «Абердином», у складі якого провів наступні три роки своєї кар'єри гравця. Граючи у складі «Абердина» також здебільшого виходив на поле в основному складі команди.
2023 року знову перебрався до Англії, цього разу до лав «Бристоль Сіті».

## Виступи за збірні
2013 року дебютував у складі юнацької збірної Шотландії (U-15), загалом на юнацькому рівні взяв участь у 29 іграх, відзначившись двома забитими голами.
Протягом 2016–2020 років залучався до складу молодіжної збірної Шотландії. На молодіжному рівні зіграв у 18 офіційних матчах, забив один гол.
22 травня 2024 року, не маючи в активі жодної гри за національну збірну Шотландії, був включений до її розширеної попередньої заявки на Євро-2024.

## Статистика виступів

### Статистика клубних виступів
Станом на 6 червня 2023
| Сезон                 | Команда               | Чемпіонат             | Чемпіонат | Чемпіонат | Національний кубок | Національний кубок | Національний кубок | Континентальні кубки | Континентальні кубки | Континентальні кубки | Інші змагання | Інші змагання | Інші змагання | Усього | Усього | Усього |
| Сезон                 | Команда               | Ліга                  | Ігор      | Голів     | Ліга               | Ігор               | Голів              | Ліга                 | Ігор                 | Голів                | Ліга          | Ігор          | Голів         | Ігор   | Голів  |        |
| --------------------- | --------------------- | --------------------- | --------- | --------- | ------------------ | ------------------ | ------------------ | -------------------- | -------------------- | -------------------- | ------------- | ------------- | ------------- | ------ | ------ | ------ |
| 2015–16               | «Ейр Юнайтед»         | 1Л                    | 11+4      | 2+0       | КШ+КЛ+ШКВ          | 0                  | 0                  |                      | -                    | -                    |               | -             | -             | 15     | 2      |        |
| 2016–17               | «Дамбартон»           | ШЧ                    | 9         | 0         | КШ+КЛ+ШКВ          | 0                  | 0                  |                      | -                    | -                    |               | -             | -             | 9      | 0      |        |
| 2017–18               | «Рейнджерс»           | ПЛ                    | 21        | 2         | КШ+КЛ+ШКВ          | 1+2+0              | 0                  | ЛЄ                   | 0                    | 0                    |               | -             | -             | 24     | 2      |        |
| 2018–19               | «Рейнджерс»           | ПЛ                    | 20        | 0         | КШ+КЛ              | 1+2                | 0                  | ЛЄ                   | 8                    | 0                    |               | -             | -             | 31     | 0      |        |
| Усього за «Рейнджерс» | Усього за «Рейнджерс» | Усього за «Рейнджерс» | 41        | 2         |                    | 2+4+0              | 0                  |                      | 8                    | 0                    |               | -             | -             | 55     | 2      |        |
| 2019–20               | «Портсмут»            | ЧФЛ                   | 18        | 0         | КА+КЛ              | 1+2                | 0                  | -                    | -                    | -                    | ТФЛ           | 2             | 0             | 23     | 0      |        |
| 2020–21               | «Абердин»             | ПЛ                    | 29        | 1         | КШ+КЛ              | 3+0                | 0                  | ЛЄ                   | 3                    | 1                    | -             | -             | -             | 35     | 2      |        |
| 2021–22               | «Абердин»             | ПЛ                    | 30        | 1         | КШ+КЛ              | 2+1                | 0                  | ЛЄ                   | 6                    | 0                    | -             | -             | -             | 39     | 1      |        |
| 2022–23               | «Абердин»             | СП                    | 33        | 2         | КШ+КЛ              | 1+7                | 0+3                |                      | -                    | -                    |               | -             | -             | 41     | 5      |        |
| Усього за кар'єру     | Усього за кар'єру     | Усього за кар'єру     | 175       | 8         |                    | 23                 | 3                  |                      | 17                   | 1                    |               | 2             | 0             | 217    | 12     |        |